# Kroktärnarna
Kroktärnarna är ett naturreservat i Askersunds kommun och Laxå kommun i Örebro län.
Området är naturskyddat sedan 2017 och är 10 hektar stort. Reservatet omfattar de två Kroksjöarna som har bestånd av röd näckros vilket är grunden för bildandet av reservatet.